# Communauté de communes du Val de Sarthe

La communauté de communes du Val de Sarthe est un établissement public de coopération intercommunale, située dans le département de la Sarthe et la région Pays de la Loire.

## Histoire
La communauté de communes du Val de Sarthe est créée en 1994.
Le 1er janvier 2011 : 
- La commune de Spay y adhère[1].

Le 1er janvier 2014 : 
- Les communes de Malicorne-sur-Sarthe et Mézeray la rejoignent à la suite de la dissolution de la communauté de communes du Pays Malicornais[2].
- Guécélard quitte la communauté de communes d'Orée de Bercé - Bélinois [3].

Le 1er janvier 2018 : 
- la commune de Cérans-Foulletourte se retire de la communauté de communes Sud Sarthe  pour rejoindre la communauté de communes du Val de Sarthe[4].

## Territoire communautaire

### Géographie
Située au centre-sud-ouest  du département de la Sarthe, la communauté de communes du Val de Sarthe regroupe 16 communes et présente une superficie de 285 km2.

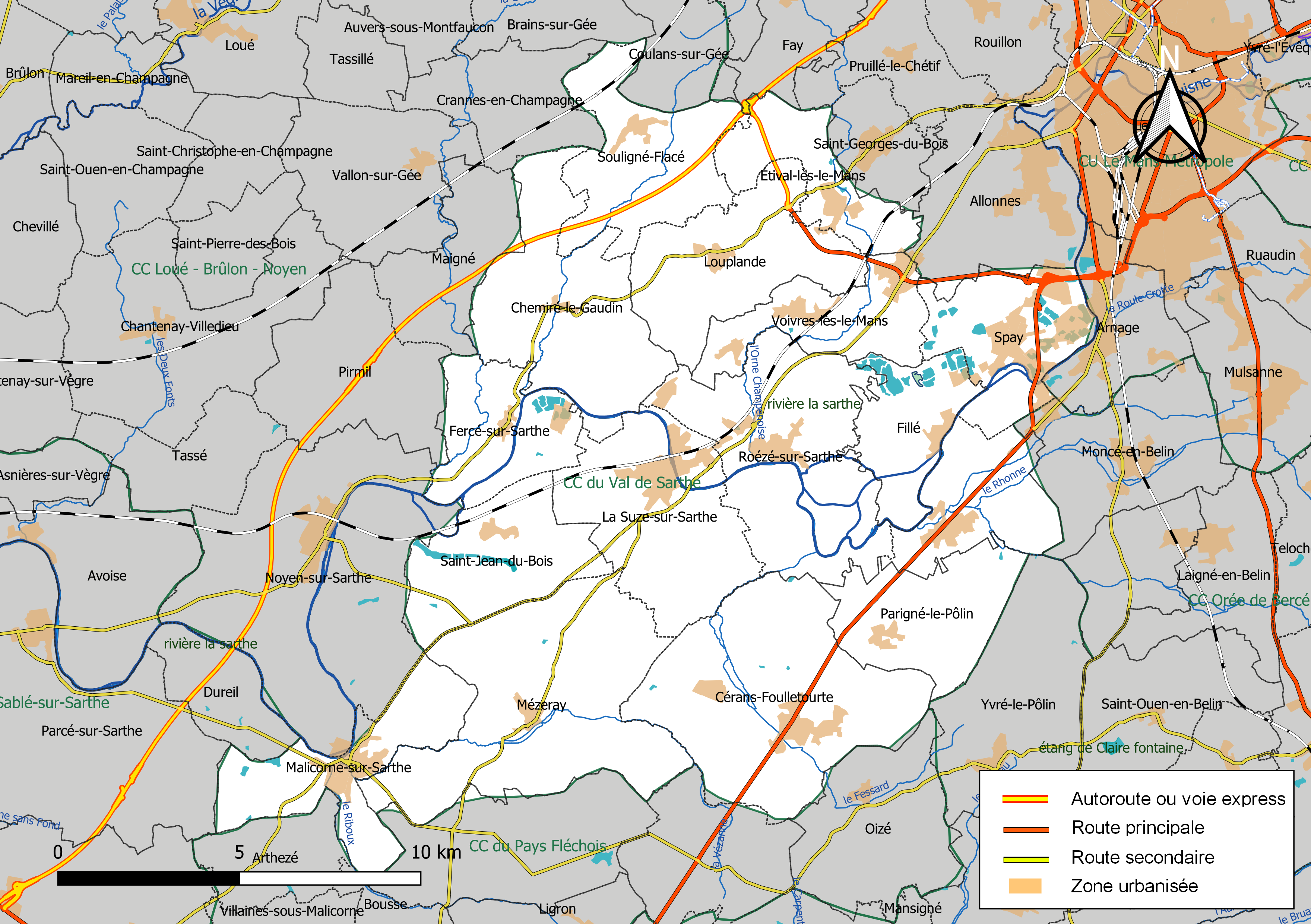
Carte de la communauté de communes du Val de Sarthe au 1er janvier 2019.

### Composition

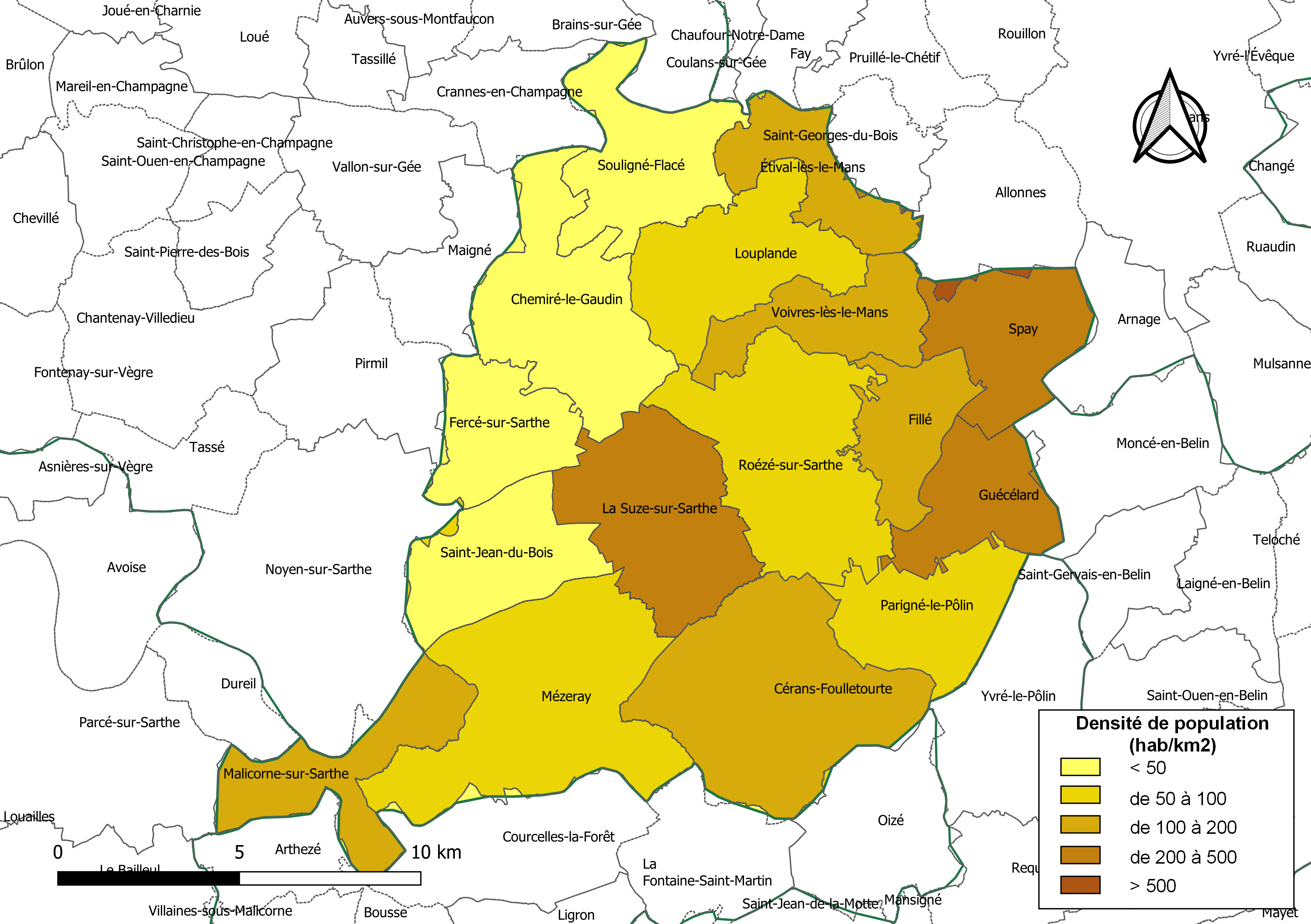
Carte des densités de population (millésimée 2016) des communes de la communauté de communes du Val de Sarthe. Composition en communes au 1er janvier 2019.

La communauté de communes est composée des 16 communes suivantes :

| Nom                        | Code Insee | Gentilé                 | Superficie (km2) | Population (dernière pop. légale) | Densité (hab./km2) |
| -------------------------- | ---------- | ----------------------- | ---------------- | --------------------------------- | ------------------ |
| La Suze-sur-Sarthe (siège) | 72346      | Suzerains               | 21,4             | 4 628 (2022)                      | 216                |
| Cérans-Foulletourte        | 72051      | Céranais-Foulletourtois | 32,52            | 3 365 (2022)                      | 103                |
| Chemiré-le-Gaudin          | 72075      | Chemiréens              | 22,79            | 996 (2022)                        | 44                 |
| Étival-lès-le-Mans         | 72127      | Étivalois               | 10,34            | 1 852 (2022)                      | 179                |
| Fercé-sur-Sarthe           | 72131      | Fercéins                | 12,11            | 577 (2022)                        | 48                 |
| Fillé                      | 72133      | Filléens                | 10,07            | 1 543 (2022)                      | 153                |
| Guécélard                  | 72146      | Guécélardais            | 12,18            | 3 200 (2022)                      | 263                |
| Louplande                  | 72169      | Louplandais             | 18,47            | 1 496 (2022)                      | 81                 |
| Malicorne-sur-Sarthe       | 72179      | Malicornais             | 15,13            | 1 881 (2022)                      | 124                |
| Mézeray                    | 72195      | Mézeréens               | 32,95            | 1 853 (2022)                      | 56                 |
| Parigné-le-Pôlin           | 72230      | Parignéens              | 13,85            | 1 038 (2022)                      | 75                 |
| Roëzé-sur-Sarthe           | 72253      | Roizéens                | 26,46            | 2 546 (2022)                      | 96                 |
| Saint-Jean-du-Bois         | 72293      | Jamboisiens             | 14,62            | 612 (2022)                        | 42                 |
| Souligné-Flacé             | 72339      | Soulignéens             | 16,49            | 646 (2022)                        | 39                 |
| Spay                       | 72344      | Spayens                 | 14,22            | 2 821 (2022)                      | 198                |
| Voivres-lès-le-Mans        | 72381      | Voivrais                | 11,44            | 1 350 (2022)                      | 118                |

## Administration
| Période      | Période      | Identité          | Étiquette | Qualité                                    |
| ------------ | ------------ | ----------------- | --------- | ------------------------------------------ |
| janvier 1995 | juillet 2004 | Bernard Dabiel    |           | Maire de Roëzé-sur-Sarthe (1983 → 2004)    |
| juillet 2004 | avril 2014   | Philippe Girardot |           | Maire de Voivres-lès-le-Mans (2001 → 2014) |
| avril 2014   | En cours     | Emmanuel Franco   | LR        | Maire d'Étival-lès-le-Mans (depuis 2008)   |

### Conseillers
Le conseil communautaire de la communauté de communes se compose de 46 conseillers pour la mandature 2020-2026, répartis comme suit :
| Nombre de conseillers | Communes                                                                   |
| --------------------- | -------------------------------------------------------------------------- |
| 6                     | La Suze-sur-Sarthe                                                         |
| 5                     | Cérans-Foulletourte, Guécélard                                             |
| 4                     | Roëzé-sur-Sarthe, Spay                                                     |
| 3                     | Étival-lès-le-Mans, Malicorne-sur-Sarthe, Mézeray                          |
| 2                     | Chemiré-le-Gaudin, Fillé, Louplande, Parigné-le-Pôlin, Voivres-lès-le-Mans |
| 1                     | Fercé-sur-Sarthe, Saint-Jean-du-Bois, Souligné-Flacé                       |